# Repræsentativitet
Repræsentativitet er et fagudtryk i stikprøveteori og sociologisk metode. Det skal understreges, at kun en undersøgelse af hele populationen kan give et helt sikkert udtryk for de egenskaber, der undersøges. Men en stikprøve skal så vidt muligt repræsentere hele populationen. En stikprøve vil altid indebære en usikkerhed i forhold hertil. Usikkerheden formindskes, hvis stikprøven udvides. Ligeledes er det valgte signifikansniveau, dvs. den usikkerhed, forskeren accepterer, afgørende for vurderingen af stikprøven. 

## Vurdering af stikprøve
I nedenstående tabel er valgt et signifikansniveau på +-5%, hvilket er normalt ved denne type undersøgelser.
| Antal i stikprøve | Fejlmargen ved % - fordeling 5/95 | Fejlmargen ved % - fordeling 15/85 | Fejlmargen ved % - fordeling 25/75 |
| ----------------- | --------------------------------- | ---------------------------------- | ---------------------------------- |
| 200               | 3,0                               | 4,9                                | 6,0                                |
| 1600              | 1,5                               | 2,5                                | 3,0                                |

Tabellen viser, at undersøgelser med 1600 deltagere – uanset populationens størrelse – har en usikkerhed på +- 3%, hvis en bestemt kategori i undersøgelsen udgør 25% af de adspurgte. I en vælgerundersøgelse betyder det fx, at hvis et parti måles til 25% af stemmerne, vil det reelt opnå 22% – 28% af stemmerne. Tilsvarende vil et parti, der har opnået 5% af stemmerne, reelt kunne påregne mellem 3,5% og 6,5% af stemmerne. Relativt set er usikkerheden altså størst for de små partier.

## Andre usikkerhedsfaktorer
En forudsætning for at signifikansniveauet kan beregnes er, at sandsynligheden for at den enkelte enhed i populationer kommer med i stikprøven er kendt. Dette indebærer i princippet, at populationen skal være kendt og at det ligeledes skal være kendt, hvor stor sandsynlighed de enkelte enheder har for at komme med i stikprøven med den valgte udvælgelsesmetode.

### Udvælgelse
Ovenstående tabel hviler på den forudsætning, at stikprøven er tilfældigt sammensat. Hvis vi antager, at der er tale om en vælgerundersøgelse via telefoninterview er denne forbundet med nogle metodiske fejlmuligheder: For det første vil vælgere uden telefon ikke kunne deltage i undersøgelsen, mens vælgere med flere telefonnumre muligvis vil kunne deltage flere gange. For det andet vil man kunne ringe til personer, som ikke er vælgere.

### Frafald
Ved telefoninterviews vil der være en gruppe af de udvalgte, som ikke træffes eller som ikke ønsker at svare på de stillede spørgsmål. Erfaringsmæssigt er frafaldet ca. 30%. Jo færre, der oprindeligt var udtrukket til interview, jo størrre er risikoen for systematisk frafald. 

## Alternativ betydning
Repræsentativitet anvendes i historiefaget om spørgsmålet, hvor stor en andel af et bestemt materiale, der er kendt eller overleveret i forhold til det, der er ukendt eller gået tabt.